# Antonio Leocadio Guzmán
Antonio Leocadio Guzmán García (Caracas, 5 de noviembre de 1801-Ibidem, 13 de noviembre de 1884) fue un político y militar venezolano. Fue el fundador del Partido Liberal. De 1847 a 1851, fue vicepresidente de Venezuela, bajo la presidencia de José Tadeo Monagas, y tres veces secretario del Interior y Justicia: durante el primer gobierno de José Antonio Páez, el de José María Vargas y el gobierno de su hijo, Antonio.

## Primeros años

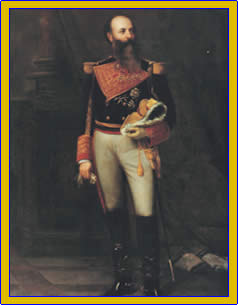
Antonio Guzmán Blanco hijo de Antonio Leocadio Guzmán y presidente de Venezuela en varias oportunidades.

Fue hijo de Antonio Guzmán, un capitán del batallón de la reina, fue enviado a España por la Guerra de Independencia Venezolana y de Josefa García de Múgica. En 1812 Guzmán fue enviado a España por su padre para evitar dificultades en Venezuela, donde fue educado por tutores liberales en la Península ibérica. Ahí se educó en las ideas liberales y volvió a Caracas en 1823, haciéndose amigo de Tomás Lander.
Desde 1824 fue un periodista enfrentado al militarismo que se vivía, destacó por sus artículos publicados en el diario El Constitucional, en donde criticaba a algunos políticos y al militarismo imperante en el país. Estas opiniones provocaron que fuera sometido a un juicio por José Antonio Páez. Un año después, Guzmán fue herido en su rostro de varios sablazos que le propinó el militar José Ignacio Abreu y Lima por haber publicado un artículo en donde le hizo una feroz crítica, aunque este último fue detenido por el hecho.
Crítico de Francisco de Paula Santander, se acercó a Páez, quien le envió en una misión ante Simón Bolívar en Perú. Se casó en la Catedral de Caracas el 30 de septiembre de 1828 con Carlota Blanco, hija del D. Bernardo Blanco y Dña. María Antonia Jerez de Arestiguieta, siendo testigos en el acto el General Intendente Interino Pedro Briceño Méndez y María Antonia Bolívar, esta última hermana de Bolívar. Fue padre de Antonio Guzmán Blanco.

## Carrera política

### Secretario del Interior, Justicia y Policía
En 1830 apoyó la separación de Venezuela de la Gran Colombia y se hizo secretario del Interior, Justicia y Policía durante el gobierno de José María Vargas, pero fue apartado por su ambiguo apoyo al presidente durante la Revolución de las Reformas.
Durante el segundo gobierno de José Antonio Páez, en 1839, es auxiliar de relaciones exteriores pero apartado por las intrigas de su enemigo Ángel Quintero un año después. Tras esto, volvió a acercarse a los liberales y participó en la fundación del Partido Liberal. Se pronunció a favor de la abolición de la esclavitud, la protección de la carga de la deuda y la extensión del derecho al voto a través del diario El Venezolano. 
Fue candidato a las elecciones presidenciales de Venezuela de 1846 y buscó acercarse al Partido Conservador en una entrevista con Páez en Maracay para reconciliar a ambos partidos, pero hubo enfrentamientos entre liberales y conservadores en Aragua y Carabobo y la entrevista no se realizó.

### Arresto, condena y liberación
Volvió a Caracas y fue encarcelado, siendo condenado a muerte. Su pena fue conmutada por José Tadeo Monagas por el destierro perpetuo en 1847. Un año después José Antonio Páez y José Tadeo Monagas rompen y es indultado. En 1849 es ministro del Interior y Justicia y vicepresidente. En las elecciones presidenciales de Venezuela de 1850 es vencido por José Gregorio Monagas.

### Ministro plenipotenciario en el exterior
Ministro plenipotenciario ante los gobiernos de Perú, Bolivia, Chile y Argentina en 1853-1855 y en Washington D. C. en 1855. En 1858 apoyó la caída de José Tadeo Monagas. Durante el gobierno de Julián Castro Contreras Guzmán fue expulsado del país por la actitud crítica contra el gobierno, que expresaba en sus artículos publicados en el diario La Convención.
Durante la Guerra Federal se quedó fuera del país, principalmente en Nueva Granada, donde fue firmante de la Constitución de Rionegro representando al Cauca. En 1864 volvió a Venezuela y se unió al Congreso Constituyente de la Federación. Luego salió al Perú a representar a Venezuela en el Congreso americano de 1864. En 1866 regresó al país para reincorporarse al Congreso de Venezuela, pero rápidamente fue enviado a Europa. Volvió en 1868 y tras la Revolución azul fue  exiliado a Curazao. 

### Secretario del Interior y Justicia

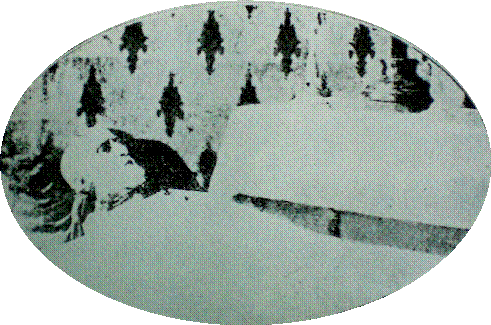
Antonio Leocadio Guzmán en su lecho de muerte.

La Revolución de Abril de 1870 le permitió volver y fue ministro del Interior y Justicia durante la presidencia de su hijo Antonio Guzmán Blanco (1870).

## Últimos años
Durante los siguientes 14 años (1870-1884) Antonio Leocadio Guzmán vivirá opacado por la figura del presidente Antonio Guzmán Blanco, su hijo. El 3 de mayo de 1873, recibió honores al serle otorgado por el Congreso Nacional el título de Ilustre Prócer de la Independencia Americana. En 1883, estuvo en la plaza El Venezolano de Caracas cuando fue develada su propia estatua, siendo además al morir, uno de los primeros ocupantes del Panteón Nacional de Venezuela, donde fue sepultado el 18 de noviembre de 1884.